# Либерман, Александр (художник)
Алекса́ндр (А́лекс) Либерма́н (англ. Alexander Liberman; полное имя Александр Семёнович Либерман; 4 сентября 1912, Киев — 19 ноября 1999) — французский и американский художник, скульптор и редактор.

## Биография
Родился в Киеве в еврейской семье предпринимателя Семена Исаевича Либермана и актрисы Генриетты Мироновны Паскар. Учился в Париже, где начал свою карьеру с иллюстрированного журнала «Vu». 
После эмиграции в США (1941) продолжил работу в нью-йоркском «Conde Nast Publications», заняв должность главного редактора с середины 1960-х годов.
С 1950-х годов он занимался живописью, а позднее — скульптурой из металла. Его хорошо узнаваемые скульптуры из промышленных деталей (листы стали, трубы, барабаны) часто окрашены в однотонные яркие цвета. Известные скульптурные композиции выставляются в таких музеях, как Музей «Метрополитен», Storm King Art Center, Hirshhorn Museum и Sculpture Garden, галерея Тейт и Музей Гуггенхайма.